# بوینسدورف
بوینسدورف (به آلمانی: Boiensdorf) یک شهر در آلمان است که در نوردوست‌مکلنبورگ واقع شده‌است. بوینسدورف ۵۲۰ نفر جمعیت دارد.